# 제미니 10호
제미니 10호(영어: Gemini 10)는 미국의 유인 우주 비행 계획인 제미니 계획의 일환으로 발사된 유인 우주선이다. 제미니 우주선으로서는 10번째이며, 1966년 7월 18일에 발사되었다.

## 승무원
- 존 영 - 선장
- 마이클 콜린스 - 파일럿

## 개요
제미니 10호의 목적은, 달 비행 계획을 위한 기술 개발의 일환으로서 궤도상에서의 랑데부 및 도킹, 그리고 선외 활동(우주 유영)이었다. 제미니 10호는 제미니 8호의 아제나 표적기와 랑데부를 했고 우주 유영을 했으며 남대서양 이상을 관찰하고 황도광의 사진을 찍었다.

## 같이 보기
- 우주 탐사
- 우주복
- 우주 캡슐